# Hiawatha (Kansas)
Hiawatha (da pronunciare come Hári Wáta) è un comune degli Stati Uniti d'America, situato nello Stato del Kansas, nella contea di Brown, della quale è il capoluogo.